# Oliver!
Oliver! è un film del 1968 diretto da Carol Reed, tratto dall'omonimo musical del 1960 e basato sul romanzo Oliver Twist di Dickens.

## Trama
Oliver Twist è cacciato dal collegio di miserabili dove vive e si reca a Londra. Qui cade preda di una banda di ragazzi violenti che lo inducono al furto. Un gentiluomo lo prende però sotto la sua protezione e malgrado Oliver venga perseguitato dai suoi antichi compagni, il suo benefattore riesce a tenerlo sempre con sé.

## Riconoscimenti
- 1969 - Premi Oscar
  - Miglior film
  - Migliore regia a Carol Reed
  - Migliore scenografia a John Box, Terence Marsh, Vernon Dixon e Ken Muggleston
  - Miglior sonoro alla Shepperton Studios
  - Miglior colonna sonora a Johnny Green
  - Oscar speciale a Onna White (Per le coreografie)
  - Candidatura Miglior attore protagonista a Ron Moody
  - Candidatura Miglior attore non protagonista a Jack Wild
  - Candidatura Migliore fotografia a Oswald Morris
  - Candidatura Migliore sceneggiatura non originale a Vernon Harris
  - Candidatura Migliori costumi a Phyllis Dalton
  - Candidatura Miglior montaggio a Ralph Kemplen

- 1969 - Golden Globe
  - Miglior film commedia o musicale
  - Miglior attore in un film commedia o musicale a Ron Moody
  - Candidatura Migliore regia a Carol Reed
  - Candidatura Miglior attore non protagonista a Hugh Griffith
  - Candidatura Miglior attore debuttante a Jack Wild
- 1968 - Premio BAFTA
  - Candidatura Miglior film a Carol Reed
  - Candidatura Migliore regia a Carol Reed
  - Candidatura Miglior attore protagonista a Ron Moody
  - Candidatura Miglior attore debuttante a Jack Wild
  - Candidatura Migliore scenografia a John Box
  - Candidatura Migliori costumi a Phyllis Dalton
  - Candidatura Miglior montaggio a Ralph Kemplen
  - Candidatura Miglior colonna sonora a John Cox e Bob Jones

- 1968 - National Board of Review Award
  - Migliori dieci film
- 1969 - American Cinema Editors
  - Candidatura Miglior montaggio a Ralph Kemplen
- 1969 - Directors Guild of America
  - Candidatura Migliore regia a Carol Reed
- 1970 - Laurel Award
  - Miglior film musicale
  - Candidatura Miglior attore debuttante a Shani Wallis
  - Candidatura Miglior attore debuttante a Mark Lester
  - Candidatura Miglior attore debuttante a Ron Moody
- 1969 - Moscow International Film Festival
  - Miglior attore protagonista a Ron Moody
  - Candidatura Golden Prize a Carol Reed
- 1970 - Sant Jordi Award
  - Miglior attore protagonista a Ron Moody

- 77º posto nella classifica dei migliori cento film britannici del XX secolo stilata dal British Film Institute nel 1999.[1]